# 代山城
代山城（だいやまじょう）は、埼玉県さいたま市緑区代山にあった日本の城。

## 歴史
室町時代に築造された。城主は太田氏の家臣小久保縫殿助とされる。1590年の小田原の役で岩槻城と一緒に滅んだ。
城の表鬼門には山王社を、裏鬼門に厳島神社を勧請している。

## 現状
大宮台地の縁に位置しており、雑木林となっている。隣接して浦和学院高等学校のグラウンドやさいたま聖地霊園がある。現時点で史跡整備はされていない。付近には庚申塔が残る。